# The Eleventh Hour (album)
The Eleventh Hour è il quarto album del gruppo hard rock/rock progressivo britannico Magnum. Il disco è uscito nel 1983 per l'etichetta discografica Jet Records.

## Tracce
1. The Prize – 3:39
2. Breakdown – 3:59
3. The Great Disaster – 3:46
4. Vicious Companions – 3:36
5. So Far Away – 4:35
6. Hit and Run – 3:39
7. One Night of Passion – 3:48
8. The Word – 4:54
9. Young and Precious Souls – 4:03
10. Road to Paradise – 3:30

## Formazione
- Mark Stanway - tastiere
- Tony Clarkin - chitarra
- Bob Catley - voce
- Wally Lowe - basso
- Kex Gorin - batteria